# Орфеум (театр, Ванкувер)
«Орфеум» (англ. Orpheum) — театр и концертный зал в Ванкувере (Британская Колумбия, Канада. Построен по проекту архитектора Б. Маркуса Притеки (США) в 1927 году, первоначально предназначался в первую очередь для постановок водевилей, но с начала 1930-х годов служил преимущественно как кинотеатр. В 1974 году, после общественной кампании за спасение исторического здания от кардинальной коммерческой перестройки, выкуплен мэрией Ванкувера, в 1975—1977 годах перенёс ремонт и был открыт как театрально-концертный комплекс, рассчитанный на более чем 2600 зрительских мест. Основная площадка Ванкуверского симфонического оркестра, с 1979 года имеет статус национальной исторической достопримечательности.

## История
Современный театр «Орфеум» был четвёртым в Ванкувере, получившим это имя. Он был построен в 1927 году на Гранвилл-стрит по проекту архитектора Б. Маркуса Притеки из Сиэтла, специализировавшегося на проектировании театральных зданий на западном побережье США и Канады, при участии архитектора Фредерика Дж. Питерса. Постройку здания на 3000 зрительских мест, обошедшуюся в 1,25 млн долларов, оплатил ванкуверский бизнесмен Джозеф Лангер. Ванкуверский «Орфеум» вошёл в сеть из 17 канадских театров под этим названием, штаб-квартира которой находилась в Чикаго.
Первый спектакль в театре прошёл 6 ноября 1927 года, за день до официального открытия. В течение первых четырёх лет существования «Орфеум» использовался в основном как площадка для постановки водевилей (в нём выступали, среди прочих, братья Маркс и Руди Валле), но этот период закончился с началом Великой депрессии. Банкротство чикагской компании и меняющиеся вкусы публики привели к тому, что здание было приобретено сетью Famous Players и превращено в фешенебельный кинотеатр (так называемый «дворец кино»). Помимо этой основной функции, на его сцене время от времени продолжали ставиться спектакли и даваться концерты. Среди исполнителей, выступавших в «Орфеуме» с начала 1930-х по начало 1970-х годов, были Мариан Андерсон, Артур Рубинштейн, Луи Армстронг и Фрэнк Синатра, а с 1930 по 1959 год он служил также основной концертной площадкой Ванкуверского симфонического оркестра.
Благодаря успешной деятельности директора и промоутера Айвена Аккери «Орфеум» обрёл среди жителей Ванкувера культовый характер, но здание постепенно приходило в упадок, и в 1973 году Famous Players обнародовала планы его перестройки в мультиплекс. Это вызвало широкие общественные протесты, переросшие в кампанию за выкуп здания и его превращение в постоянный концертный зал. Эту кампанию возглавил Общинный совет Ванкувера по искусству, который привлёк к ней и тогдашнего мэра Арта Филлипса. Мэрии Ванкувера удалось мобилизовать дополнительные средства из федеральных и провинциальных фондов, а также частные пожертвования и в марте 1974 года выкупить здание за 3,9 млн долларов. Его ремонт и реконструкция продолжались с 1975 по 1977 год и обошлись ещё в 3,2 миллиона. Работы по реконструкции проводила местная архитектурная компания «Томпсон, Бервик, Пратт и партнёры».
Повторное открытие «Орфеума» в качестве концертного зала состоялось 2 апреля 1977 года. В торжествах по случаю открытия участвовал Ванкуверский симфонический оркестр, который вернулся в «Орфеум» на постоянной основе. В первом концерте участвовала также певица Морин Форрестер. Театр перенёс дополнительные перестройки в 1983 и 1995 годах, а также в начале XXI века в связи со строительством по соседству жилого комплекса и в преддверии зимней Олимпиады в Ванкувере 2010 года.

## Архитектура и оборудование
Ванкуверский «Орфеум» представляет собой типичный образец театров и «дворцов кино» 1920-х годов, для которых характерны большой зрительный зал, просторные фойе и роскошь отделки. Он разделяет ряд особенностей дизайна, общих для архитектурных проектов Маркуса Притеки: потолок зрительного зала в форме строенного купола, глубокий консольный балкон с тщательно выверенным для лучшего обзора углом возвышения рядов стульев, оркестровую яму и мезонин. Архитектура Притеки создаёт ощущение роскоши за счёт гипсовой отделки несущих конструкций из железобетона. Стиль постройки демонстрирует влияние нескольких разных архитектурных традиций. Так, сводчатые потолки главного вестибюля, терракотовая нижняя часть входного навеса и травертиновая облицовка стен и колонн восходят к итальянской архитектуре, декорации включают гербы, характерные для британской геральдики, люстры выполнены из богемского хрусталя, органные ширмы демонстрируют мавританское влияние, а на потолках сочетаются экзотические мотивы росписи и драпировки в барочном стиле. Центральный купол с плафоном общей длиной 36,5 м держится на стальных балочных фермах, не требуя дополнительных подпорок. Ведущие к выполненной из кленовой древесины сцене повторяющиеся серии арок усиливают ощущение единства пространства.
Экстерьер здания выполнен в неоклассическом стиле, с симметричным фасадом, отделанным кирпичом и терракотой с декоративными пилястрами, большим арочным окном, балюстрадой вдоль обреза крыши. Оформление фасада включает навесы над входами и вертикальной неоновой вывеской со стороны Гранвилл-стрит.

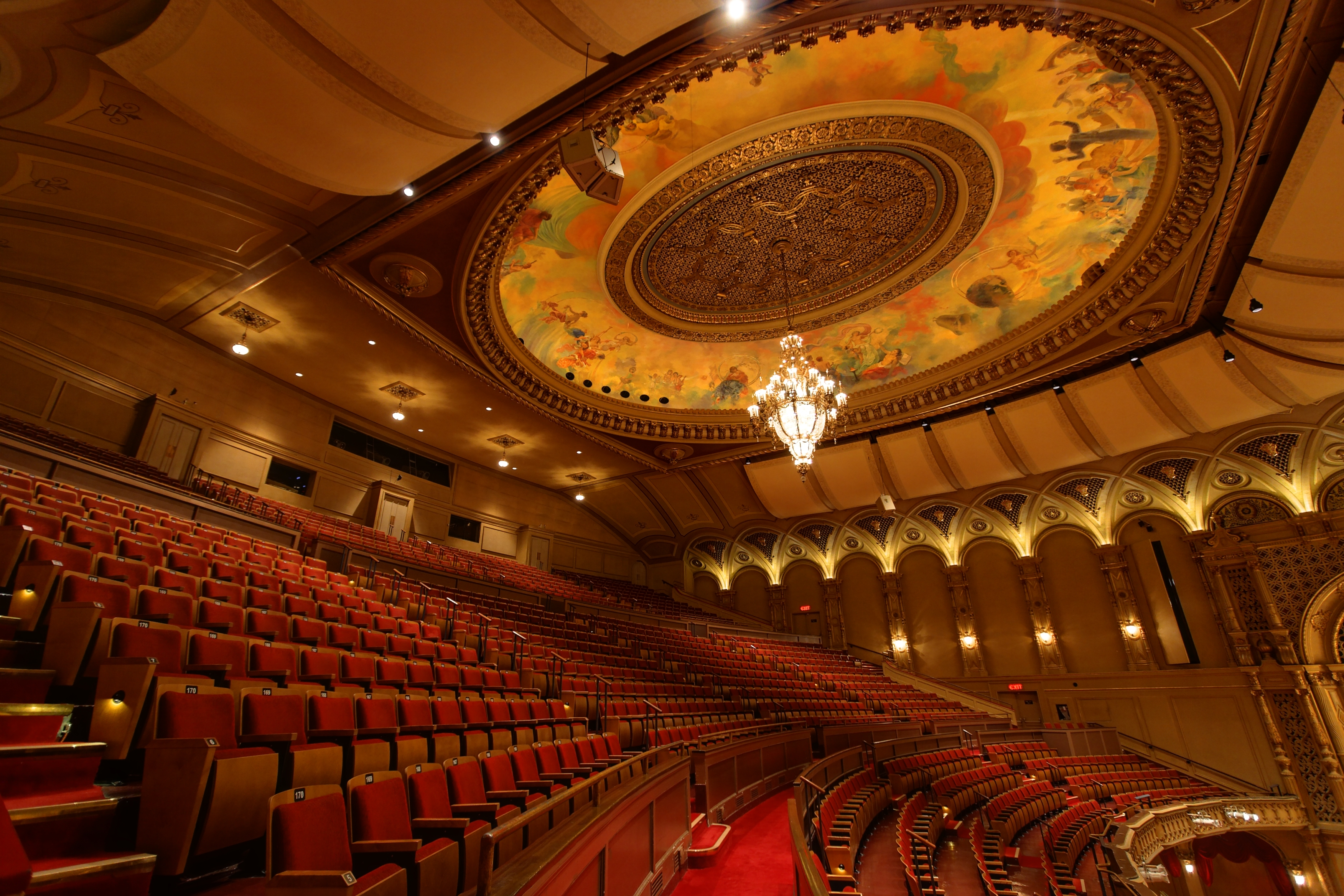
Плафон над рядами балкона

Превращение «Орфеума» из кинотеатра в концертный зал сопровождалось масштабными работами по улучшению его акустики. Результат получил одобрение со стороны Джеральда Джарвица, концертмейстера Ванкуверского симфонического оркестра, который одобрил «тёплый, щедрый европейский звук», сильно отличающийся от холодного «клинического» звука многих североамериканских концертных залов. Центральный овальный купол зрительного зала был с 1928 года покрыт звукопоглощающей плиткой, что было связано с использованием помещения в качестве кинотеатра. В ходе реставрации 1970-х годов плитка была снята и плафон покрыт росписью, сделавшей его одной из достопримечательностей театра. Роспись, выполненная Тони Хейнсбергеном, создававшим оригинальный декор театра, изображает Орфея перед очарованной его музыкой толпой.
В театре функционирует орган компании Wurlitzer, первоначально использовавшийся для сопровождения немых фильмов. После реставрации членами Американского общества театральных органов инструмент используется для концертов органной музыки, а также в отдельных оркестровых произведениях. В «Орфеуме» расположена Стена славы (англ. Starwall Gallery) Британской Колумбии, а рядом с ним — Аллея славы (англ. Starwalk), увековечивающая деятелей всех видов индустрии развлечений этой провинции.